# 한희주
한희주(1997년 9월 2일~)는 대한민국의 유도 선수이다. 2018년 아시안 게임에서 -63 kg급 동메달을 획득했다.